# أحمد يوسف عقيلة
أحمد يوسف عقيلة أو أحمد يوسف عقيلة عقيلة سليمان البرعصي، وُلد عام 1956م، في أحد نجوع بادية الجبل الأخضر، بليبيا، لإحدى قبائل البدو الرحَّل، قاصٌّ، ومدوِّن ليبي، وباحث في التراث الشعبيِّ، وأحد المهتمّين بالبيئة، تُرجمت بعض أعماله إلى اللغات الفارسيَّة والتركيَّة والإنجليزيَّة والفرنسيَّة والإيطاليَّة، مقيم في ريف الجبل الأخضر جنوب مدينة البيضاء.

## تعليمه ومهنته
درس المرحلة الابتدائيَّة في مدارس: عمر المختار و، قرنادة، والميدان، واليقظة، ودرس المرحلة الإعداديَّة في مدرسة رويفع الأنصاري بالبيضاء، والمرحلة الثانويَّة في مدرسة القادسيَّة بالبيضاء، ومدرسة سوسة بالقسم الداخليِّ، تحصَّل على الشهادة الثانويَّة، القسم الأدبي سنة 1977م، ودرس في جامعة بنغازي سنة 1979م، قضى حوالي 8 سنوات (1981-1988) في الخدمة الإلزاميَّة بالسلاج الجوِّيِّ، وعمل لدى فرع ديوان المحاسبة بالبيضاء منذ عام 1989م، إلى أن تقاعد اختياريًّا عام 2017م، أعدَّ وقدَّم برنامج (سوائر الأمثال) لإذاعة الجبل الأخضر المحلِّيَّة المسموعة.

## قصصه ومقالاته
نشر عددًا من القصص والمقالات في كثير من الصحف والمجلَّات الليبيَّة والعربيَّة: الشلال، أخبار بنغازي، أخبار أجدابية، الأفريقي، الجماهيرية، الشمس، أويا، قورينا، لا، الفصول الأربعة، الثقافة العربيَّة، المجال، العرب اللندنية، العربي الكويتيَّة، المعرفة السورية، أخبار الأدب المصريَّة، الحياة التونسية، الشاهد، الزمان العراقية، القدس العربي، ألواح الصادرة بإسبانيا، ضفاف الصادرة بالنمسا، تموز الصادرة بالسويد، إضافة إلى الكثير من المواقع العربيَّة على شبكة الإنترنت.

## مؤلفاته الإبداعية
- الخيول البيض: مجموعة قصصيَّة، 1999، الدار الجماهيرية للنشر والتوزيع والإعلان.
- عناكب الزوايا العليا: مجموعة قصصيَّة، 2003، منشورات مجلّة المؤتمر.
- غناء الصراصير: مجموعة قصصيَّة، 2003، دار البيان للنشر والتوزيع والإعلان.
- الجِراب: سيرة، 2003، دار البيان للنشر والتوزيع والإعلان.الكلب الرابع: مجموعة قصصيَّة، 2012، دار أركنو، الزاوية.
- حكايات ضِفْدزاد، 2006، دار البيان للنشر والتوزيع والإعلان.
- الحرباء: مجموعة قصصيَّة، 2006 مجلس الثقافة العام.
- غراب الصباح: مجموعة قصصيَّة، 2010، دار الحوار للنشر والتوزيع.
- درب الحلازين: مجموعة قصصيَّة، 2010، دار الحوار للنشر والتوزيع.
- ضفدع الوحل: مجموعة قصصيَّة، 2018، دار البيان للنشر والتوزيع والإعلان.[4]

## مؤلفاته التراثية
- قاموس الحكم والأمثال الليبيَّة، 2006، دار البيان للنشر والتوزيع والإعلان.
- خراريف ليبية: حكايات شعبيَّة، 2008، مجلس الثقافة العام.
- غنَّاوة العلم (قصيدة البيت الواحد)، 2008، دار الإبل، بنغازي.
- ديوان الشاعر الشعبي عبد الكافي البرعصي (غناوي عَلَم)، 2018، دار أركنو.
- غنّاوة العَلَم عند المرأة، 2020، دار البيان.
- الشتّاوَة (بنت الغنّاوَة)، 2021، دار الجابر.
- الأُغنية المصاحبة للعمل (غنّاوة جَزّ الصوف)، 2021، دار الجابر.[5]

## مؤلَّفاته المخطوطة
- الأُغنية المصاحبة للعمل (الترجِيْز).
- القاموس الليبِي للنفاق.
- قاموس الدلالات الصوتية الليبية.
- قاموس الكُنية في اللهجة الليبية.
- قاموس أُصول المعانِي.
- ضوء الكلام (شهادة على الكتابة).
- ديوان الشاعر مراد البرعصي.
- ديوان الشاعر ارحيم جبرين.
- ديوان الشاعر إدريس الشيخي.[2]

## دراسات حول نتاجه الأدبي
كُتبت عن نتاجه أبحاث ودراسات عدَّة، من قبل عدد من النقَّاد العرب والليبيِّين، جُمع بعضها في كتاب بعنوان (نزهة في الأرض الحرام)، وكُتبت عن أدبه حوالي 7 رسائل ماجستير، وأطروحتا دكتوراه، تُرجمت بعض أعماله إلى اللغات الفارسيَّة والتركيَّة والإنجليزيَّة والفرنسيَّة والإيطاليَّة، وأقيمت له احتفالية بجامعة تولوز بمناسبة ترجمة مجموعته القصصيَّة (الخيول البيض) إلى اللغة الفرنسيَّة.

## جوائز
تحصل أحمد يوسف عقيلة على عدة جوائز منها:
- جائزة المسابقة الخاصة في مسابقة نجلاء محرم للقصة القصيرة في دورتها السابعة لعام 2008.
- جائزة الدولة (الفاتح) التشجيعية 2010.
- جائزة ناجي نعمان (لبنان) العالميَّة 2010.[7]

## قيل عنه
قال عنه الكاتب والناقد التونسي طيب جمازي: «أحمد يوسف عقيلة شاعر ضل طريقه إلى القصة، وبضلاله أصاب الأمرين معا»، وقال عنه الدكتور محمد المفتي: «لغة أحمد يوسف عقيلة لغة طازجة، متحرِّرة من الإنشاء، وإلى حدٍّ كبير حتَّى من واو العطف، فعباراته صور مستقلَّة متلاحقة، بل إنَّه لا يتحرَّج من مفاجأتنا بنحت جديد للكلمات، لقد عثر أحمد يوسف عقيلة على إحدى المعادلات الصعبة، ألا وهي كيفيَّة التعامل مع تراثنا الشعبيِّ دون إسفاف أو سذاجة سرديَّة رتيبة».

## روابط خارجية
- أحمد يوسف عقيلة على موقع أرشيف الشارخ.